# Ulrich Achter
Ulrich Achter OSB (bekannt als Pater Ulrich Achter; * 10. März 1777 in Aichach, Kurfürstentum Bayern, Heiliges Römisches Reich; † Oktober 1803 in Aichach) war ein deutscher Violinist und Komponist. Er war Priester und gehörte dem Benediktinerorden an.

## Leben
Ulrich Achter wurde am 10. März 1777 in Aichach geboren. Nach Abschluss seiner musikalischen Ausbildung trat er in den Benediktinerorden ein und legte am 13. Mai 1798 im Kloster Scheyern die Ordensgelübde ab. Am 3. Mai 1801 wurde er zum Priester geweiht. Als Violinist und Komponist war er für seine geistlichen Werke bekannt, darunter eine Messe solennelle. Achter starb im Oktober 1803 in Aichach im Alter von 26 Jahren vermutlich an Tuberkulose.

## Werke (Auswahl)
Ulrich Achters Werk umfasst hauptsächlich geistliche Musik. Seine Messe solennelle zählt zu seinen bekanntesten Kompositionen.

## Rezeption
Felix Joseph von Lipowsky nahm Dietrich Achter in sein Baierischen Musik-Lexikon von 1811 auf. Von der Messe solenelle schrieb er, dass selbst Kenner sie bewunderten, und er bedauerte, dass Achter „zu frühe für die Kunst und alle, die ihn kannten“ gestorben sei.